# Marie Marcks

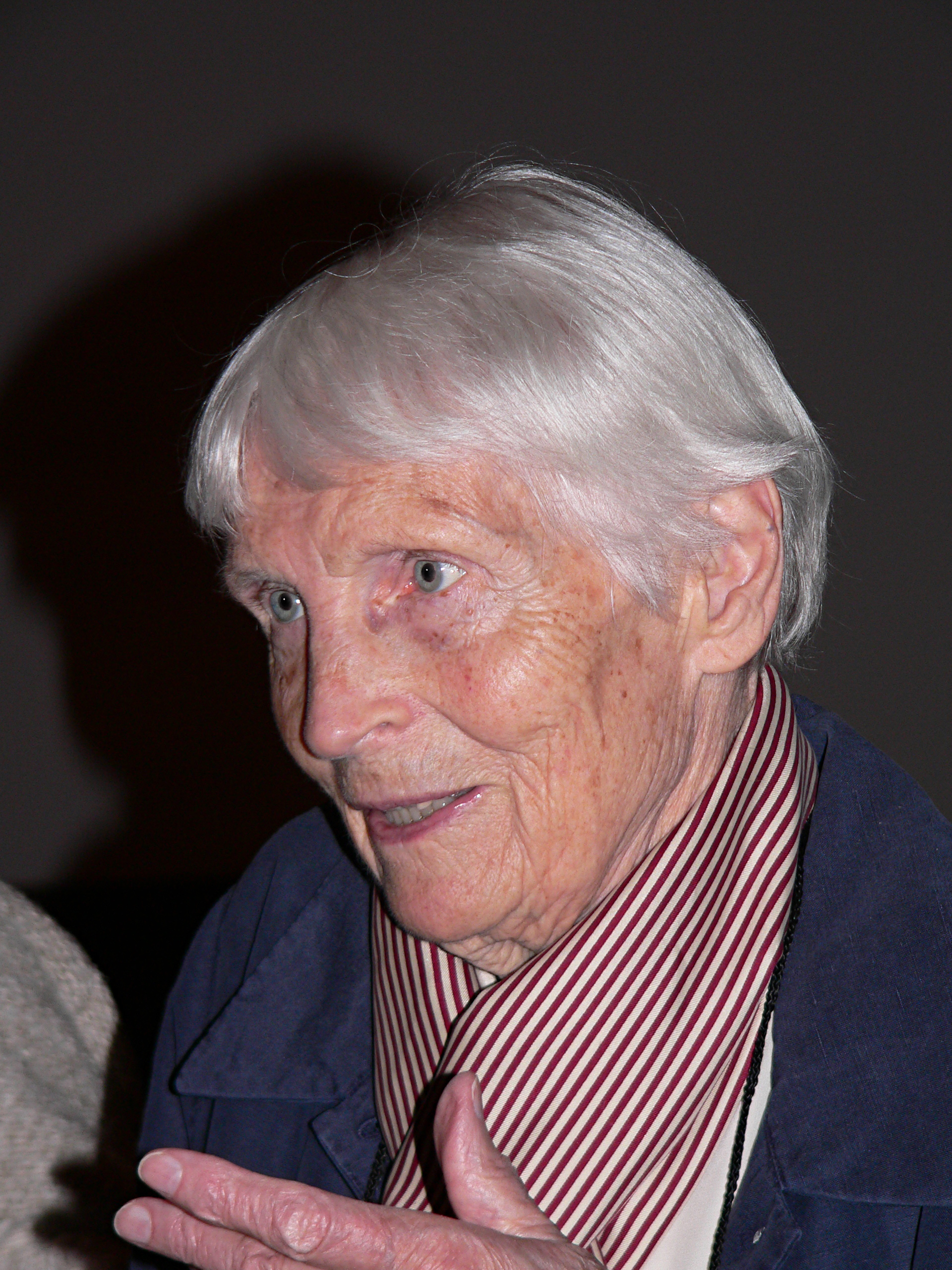
Marie Marcks (2006)

Marie Marcks (* 25. August 1922 in Berlin; † 7. Dezember 2014 in Heidelberg) war eine deutsche Zeichnerin und Karikaturistin.

## Leben
Marie Marcks wuchs in Berlin auf. Ihr Vater war Architekt, ihre Mutter Grafikerin und führte eine private Kunstschule. Der Bildhauer Gerhard Marcks ist ihr Onkel. Nach ihrer Gymnasialzeit auf dem reformpädagogischen Internat Birklehof in Hinterzarten (Schwarzwald) und einer Ausbildung an der Kunstschule ihrer Mutter studierte Marie Marcks, noch während des Zweiten Weltkrieges, einige Semester Architektur in Berlin und Stuttgart. Nach Abbruch ihres Studiums arbeitete Marie Marcks als selbständige Kunstschaffende in Heidelberg.
In den 1940er und 1950er Jahren schuf sie vorwiegend Plakate, 1958 bekam sie die grafische Gestaltung des bundesdeutschen Beitrags auf der Expo 58, der Weltausstellung in Brüssel, übertragen.
Anfang der 1960er Jahre begann sie, Karikaturen zu veröffentlichen. Ihre ersten Werke erschienen in der Zeitschrift atomzeitalter von Claus Koch, bei der sie von 1963 bis 1966 als feste Karikaturistin arbeitete. Im Laufe der Zeit erweiterte sie ihre Zeichnungen auf Themen aus dem gesellschaftspolitischen und feministischen Bereich. Damit wurde sie eine der bedeutendsten Karikaturistinnen der Bundesrepublik Deutschland. Marie Marcks veröffentlichte zahlreiche Bücher, regelmäßig Karikaturen in weit verbreiteten Publikationen wie der Süddeutschen Zeitung, dem Stern, dem Spiegel, Titanic und Vorwärts sowie autobiografische Aufzeichnungen aus dem Familienalltag.
1984 und 1989 erschien in zwei Bänden ihre gezeichnete Autobiographie „Marie, es brennt!“ und „Schwarz-weiß und bunt“ mit zusammen über 300 Seiten. Dabei kollagierte sie ihre frühen Werke in neue Zeichnungen.
Ihre Bilder, schwarz-weiß oder mit Buntstift, sind oft mit Sprechblasen oder Untertexten zu Momentaufnahmen einer Entwicklung(sgeschichte) konzentriert. Detailreichtum und Wortwitz sind typische Merkmale. Marcks bezog häufig eine dezidierte Position in politischen Tagesfragen kommunaler oder bundesweiter Politik. Sie war zeichnerisch eine Weg- und Zeitgenossin der viel jüngeren Franziska Becker und Claire Bretécher. In ihren Bildern tauchen immer wieder Hinweise auf die zeitgenössische Kunst auf. Bis kurz vor ihrem Tod im Alter von 92 Jahren zeichnete sie noch, in einem Interview bezeichnete sie die Zeit zwischen 60 und 80 sogar als ihre produktivste.
Ihr Stil begann in den 1960er Jahren mit Anklängen an Bosc und Chaval. Einflussreich für ihre Entwicklung waren die französische Satire-Zeitschrift Hara-Kiri und Jean-Marc Reiser. Im Laufe der Zeit erarbeitete sie sich ihre unverwechselbaren Figuren mit langen Nasen. Ihre Zusammenarbeit mit der Neuen Frankfurter Schule gilt als Einfluss für die Entwicklung einer Nonsens-Art, aus der Sigmar Polke oder Martin Kippenberger hervorgegangen sind.
Sie wurde Mutter von fünf Kindern und lebte in Heidelberg. In Heidelberg ist die Marie-Marcks-Schule und die Marie-Marcks-Straße nach ihr benannt.
Marie Marcks’ künstlerischer Nachlass wurde 2013 mithilfe der Kulturstiftung der Länder durch das Deutsche Museum für Karikatur und Zeichenkunst Wilhelm Busch in Hannover aufgekauft, das von Mai bis Oktober 2015 eine Retrospektive der Künstlerin organisierte. Zu ihrem 100. Geburtstag erschien 2022 eine zweibändige Werkausgabe.

## Auszeichnungen
- Barbara-Künkelin-Preis der Stadt Schorndorf (1988)
- Bundesverdienstkreuz 1. Klasse (5. Oktober 1995)[9]
- Göttinger Elch (2002)
- Karikaturpreis der deutschen Anwaltschaft (2004)
- Deutscher Karikaturenpreis (2008)

## Werke
- Weißt du, daß du schön bist? Werner Raith Verlag, Starnberg 1974, ISBN 3-921121-62-0.
- Ich habe meine Bezugsperson verloren. Frauenbuchverlag Weismann Verlag, München 1974, ISBN 3-921121-74-4.
- Immer ich! Rowohlt Verlag, Reinbek bei Hamburg 1976, ISBN 3-499-20109-7.
- Alle dürfen, bloß ich nicht. Frauenbuchverlag Weismann Verlag, München 1976, ISBN 3-921040-40-X.
- Vatermutterkind. Quelle & Meyer, Heidelberg 1977
- Krümm dich beizeiten! Quelle & Meyer, Heidelberg 1977, ISBN 3-494-00916-3.
- Euch geht’s zu gut! Frauenbuchverlag Weismann Verlag, München 1978, ISBN 3-921040-81-7.
- Die paar Pfennige. Rowohlt Verlag, Reinbek b. Hamburg 1979.
- Schöne Aussichten. Elefanten Press Verlag, Berlin 1980, ISBN 3-88520-031-7.
- Reinbeker Bilderbogen. Rowohlt Verlag, Reinbek b. Hamburg 1980.
- Nudeln mit Tomatensoße. Beltz & Gelberg Verlag, Weinheim 1981
- Wie Hans groß und stark wurde. Beltz & Gelberg Verlag, Weinheim 1981.
- Es war einmal ein Mädchen. Beltz & Gelberg Verlag, Weinheim 1981.
- Sachzwänge. Wilhelm Heyne Verlag, 1981, ISBN 3-453-35611-X.
- Sichelmond und Sterne. eine Mutmacher-Geschichte. Beltz & Gelberg Verlag, Weinheim 1981, DNB 20367524X.
- Roll doch das Ding, Blödmann! Frauenbuchverlag Weismann Verlag, München 1981, ISBN 3-921040-97-3.
- Darf ich zwischen Euch? Diogenes Verlag, Zürich 1982, ISBN 3-257-00315-3.
- Wer hat dich, du schöner Wald… Rowohlt Verlag, Reinbek bei Hamburg 1983, ISBN 3-499-20326-X.
- Marie, es brennt! Frauenbuchverlag Weismann Verlag, München 1984, ISBN 3-88897-108-X.
- O glücklich, wer noch hoffen kann, aus diesem Meer des Irrtums aufzutauchen. Elefanten Press Verlag, Berlin 1985, ISBN 3-88520-155-0.
- Vergiß nicht, meine Blumen zu gießen! dtv, München 1985, ISBN 3-423-10471-6.
- Die Unfähigkeit zu mauern. Frauenbuchverlag Weismann Verlag, München 1987, ISBN 3-88897-126-8.
- Schwarz-weiß und bunt. Verlag Antje Kunstmann, München 1989, ISBN 3-88897-138-1.
- Lemminge, M. M.'s systematische Frühwarnungen. Fischer Verlag, Frankfurt am Main 1990, ISBN 3-596-28366-3.
- Prost, die Herren! Verlag Antje Kunstmann, München 1992, ISBN 3-88897-067-9.
- Wohnen in besonderen Lebenslagen. AWO Neckar-Odenwald, Mosbach 1993.
- Faxen mit Marie Marcks. Walter Podszun, Brilon 1994, ISBN 3-86133-122-5.
- Kalender von März bis Februar, Gleichstellung von Frauen und Männern. Wenn du nicht Teil der Lösung bist, bist du Teil des Problems. Ministerium für Frauen, Arbeit, Gesundheit und Soziales, 1994.
- Else Marcks-Penzig. Typographische Gesellschaft, München 1995.
- Marie, es brennt! Verlag Antje Kunstmann, München 1995, ISBN 3-88897-151-9.
- Du siehst nie, was ich für dich tue! Verlag Antje Kunstmann, München 1997, ISBN 3-88897-186-1.
- Sternstunden der Menschheit – von Marie Marcks. Karikaturen der letzten 50 Jahre. Hrsg. von Thomas Werner. Anlässlich einer Ausstellung im Kurpfälz. Museum der Stadt Heidelberg. Edition Braus im Wachter Verlag, 2000, ISBN 3-926318-73-2.
- Hast du jetzt den Überblick? Verlag Antje Kunstmann, München 2002, ISBN 3-88897-316-3.
- Niemand welkt so schön wie du! Verlag Antje Kunstmann, München 2005, ISBN 3-88897-409-7.
- Meister der komischen Kunst: Marie Marcks. Verlag Antje Kunstmann, München 2011, ISBN 978-3-88897-717-6.
- Nichts gegen Männer … Karikaturen und Zeichnungen von Marie Marcks. Ausstellungskatalog. Hrsg. von Gisela Vetter-Liebenow. Anlässlich einer Ausstellung im Deutschen Museum für Karikatur und Zeichenkunst, Hannover, 2015.
- Die große Marie Marcks. Zweibändige Werkausgabe. Verlag Antje Kunstmann, München 2022, ISBN 978-3-95614-520-9.

## Einzelausstellungen
- 1979 München, Galerie CCC
- 1980 Bonn, Kunstverein
- 1981 München, Kunstverein
- 1982 Heidelberg, Kunstverein
- 1983 Paris, Goethehäuser; Paris, „le roi des aulnes“; Bremen, Gerhard-Marcks-Haus; München, Galerie Bartsch & Chariau; Graz, Afro-Asiatisches Institut; Gelsenkirchen, Revierpark; Wien, Österreichische Gesellschaft für Kunst und Kulturpolitik
- 1986 Mannheim, Stadtbücherei; Duisburg, Stadtbibliothek; Hamburg, Literaturzentrum
- 1987 Brandenburg/Havel, Dommuseum
- 1988 Salzburg, Museumspavillon
- 1989 Speyer, Feuerbachhaus; Goethe-Institut Melbourne; Goethe-Institut Auckland
- 1991 Bordeaux, Salon de Livre; Riga, Universität / Goethe-Institut
- 1992 München, Gasteig; Goethe-Institut Houston, Chicago, Columbia, Cincinnati, St. Louis, Kansas City, Atlanta, Boston, New York, Montreal
- 1993 Bevern, Schloss Bevern; Wolfsburg, Städtische Galerie; Prag, Goethe-Institut
- 1994 Dortmund, Museum für Kunst- und Kulturgeschichte
- 1995 Baden-Baden, Kulturamt; Brandenburg/Havel, Dommuseum; Mannheim, Reissmuseum
- 1997 Grimma/Leipzig, Denkmalschmiede Höfgen; Ahrweiler, Foyer der Kreisverwaltung
- 2000 Hamburg, Museum der Arbeit; Heidelberg, Kurpfälzisches Museum; Konstanz, Kulturzentrum am Münster
- 2001 Halle/Saale, Ratshof
- 2002 Göttingen, Altes Rathaus; Berlin, Willy-Brandt-Haus
- 2003 Neuburg/Inn, Schloss Neuburg; Schrobenhausen, Schloss Schrobenhausen
- 2004 Berlin, Bundesrechtsanwaltskammer; Hannover, Wilhelm-Busch-Museum; Rotenburg, Rathaus
- 2005 Tegernsee, Olaf-Gulbransson-Museum
- 2008 Pirmasens, Altes Rathaus; Wiesbaden, Frauenmuseum
- 2011 Luckau, Museum für Humor und Satire
- 2012 Frankfurt, caricatura museum frankfurt (9. August bis 11. November 2012)
- 2015 Hannover, Wilhelm Busch – Deutsches Museum für Karikatur und Zeichenkunst (31. Mai bis 11. Oktober 2015)
- 2023/24 Museum Kunsthaus Heylshof, Worms (9. November 2023 bis 29. Februar 2024)